# Xã Stewart, Quận Barnes, Bắc Dakota
Xã Stewart (tiếng Anh: Stewart Township) là một xã thuộc quận Barnes, tiểu bang Bắc Dakota, Hoa Kỳ. Năm 2010, dân số của xã này là 89 người.